# دان إيميت
دان إيميت (بالإنجليزية: Dan Emmett)‏ هو كاتب أغاني أمريكي، ولد في 29 أكتوبر 1815، وتوفي في 28 يونيو 1904.

## وصلات خارجية
- دان إيميت على موقع IMDb (الإنجليزية)
- دان إيميت على موقع الموسوعة البريطانية (الإنجليزية)
- دان إيميت على موقع ميوزك برينز (الإنجليزية)
- دان إيميت على موقع إن إن دي بي (الإنجليزية)
- دان إيميت على موقع أول ميوزيك (الإنجليزية)
- دان إيميت على موقع ديسكوغز (الإنجليزية)